# So Close (песня Дайаны Росс)
«So Close» — песня американской певицы Дайаны Росс из её тринадцатого студийного альбома Silk Electric (1983). Песня была написана Биллом Рэем, Робом Моунси и Дайаной Росс и спродюсирована последней.
Песня была выпущена как сингл в январе 1983 года. В США для выпуска сингла на песню был сделан ремикс Ричардом Перри, с которым певица ранее работала над альбомом Baby It’s Me (1977). Песня попала на 40-ю строчку Billboard Hot 100, став 23-м сольным хитом Росс в топ-40, также заняла 76-ю строчку в чарте Hot Black Singles.

## Отзывы критиков
В AllMusic назвали песню одной из лучших на альбоме. В журнале Billboard написали, что песня вызывает ностальгию по 1950-м годам. Даниэла Соаве из Record Mirror также назвала трек «ностальгическим» с «сахарной глазурью», но совсем не подходящим для Росс, а также посоветовала певице забыть о продюсировании. В Cashbox отметили в высшей степени синтезированный R&B. Дон Шьюи из Rolling Stone выделил трек на фоне всего поверхностного альбома, отметив «шикарный вокал в аранжировке Лютера Вандросса».

## Список композиций
7"-сингл (США)
A. «So Close» — 3:48
B. «Fool for Your Love» (Билл Рэй, Рэй Чу, Дайана Росс) — 3:47
7"-сингл (Мир)
A. «So Close» — 4:12
B. «Fool for Your Love» — 3:47

## Участники записи
- Дайана Росс — вокал, продюсирование
- Роб Моунси — аранжировки, клавишные
- Лютер Вандросс — бэк-вокал, бэк-вокальные аранжировки
- Тавата Эйджи — бэк-вокал
- Сисси Хьюстон — бэк-вокал
- Полетт Макуильямс — бэк-вокал
- Нил Джейсон — бэк-вокал
- Йоги Хортон — барабаны
- Эрик Гейл — гитара
- Джефф Миронов — гитара
- Стив Голдштейн — синтезаторы

## Чарты
| Чарт (1983)                           | Высшая позиция |
| ------------------------------------- | -------------- |
| Великобритания (OCC UK Singles)       | 43             |
| Ирландия (IRMA)                       | 25             |
| США (Billboard Adult Contemporary)    | 13             |
| США (Billboard Hot 100)               | 40             |
| США (Billboard Hot R&B/Hip-Hop Songs) | 76             |